# Nadelvlies

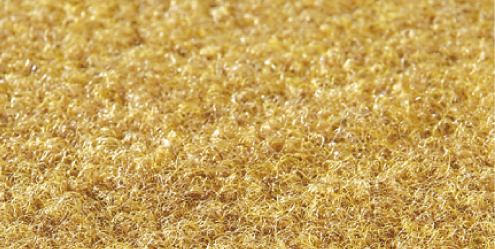
Nadelvlies

Nadelvlies ist ein textiler Bodenbelag. Nach dem Tuften ist das Vernadeln von Vliesen das zweitwichtigste Herstellungsverfahren für textile Bodenbeläge. Nadelvlies-Bodenbeläge vereinen textilen Charakter mit hoher Strapazierfähigkeit und Schmutzunempfindlichkeit und werden deshalb vor allem in stark frequentierten Bereichen und öffentlichen Gebäuden eingesetzt.

## Geschichte
Die Technik für die Herstellung von Nadelvlies wurde in der zweiten Hälfte des 20. Jahrhunderts entwickelt. Durch den Wegfall der klassischen Spinn- und Webprozesse konnten dabei die Herstellungskosten, z. B. im Vergleich zum Tufting-Verfahren, deutlich reduziert werden. Die damit einhergehenden niedrigeren Preise sorgten, in Verbindung mit der hohen Funktionalität des neuartigen Bodenbelags, schnell für eine große Verbreitung von Nadelvlies.

## Herstellung

### Faseraufbereitung
Am Anfang der Nadelvliesherstellung steht die Faseraufbereitung. Die in großen Ballen angelieferten Fasern werden je nach Nadelvlies-Design farblich portioniert und über Ballenöffner und Mischwolf in eine große Mischkammer eingeblasen. Die Fasern bestehen üblicherweise aus Polyamid und/oder Polypropylen und sind zwischen 60 und 90 mm lang. Man unterscheidet Fein- und Grobfasern, die üblicherweise eine Feinheit von 17 bis 135 dtex haben.
Im zweiten Schritt gelangt das Material über Rohrleitungen erneut in den Mischwolf und wieder zurück in die Mischkammer, um eine homogene Durchmischung der Fasern zu erzielen. Wenn dies gelungen ist, wird es zu Ballen gepresst und entweder gelagert oder direkt der nächsten Produktionsanlage per Rohrleitung zugeführt.

### Vliesbildung (Krempel)

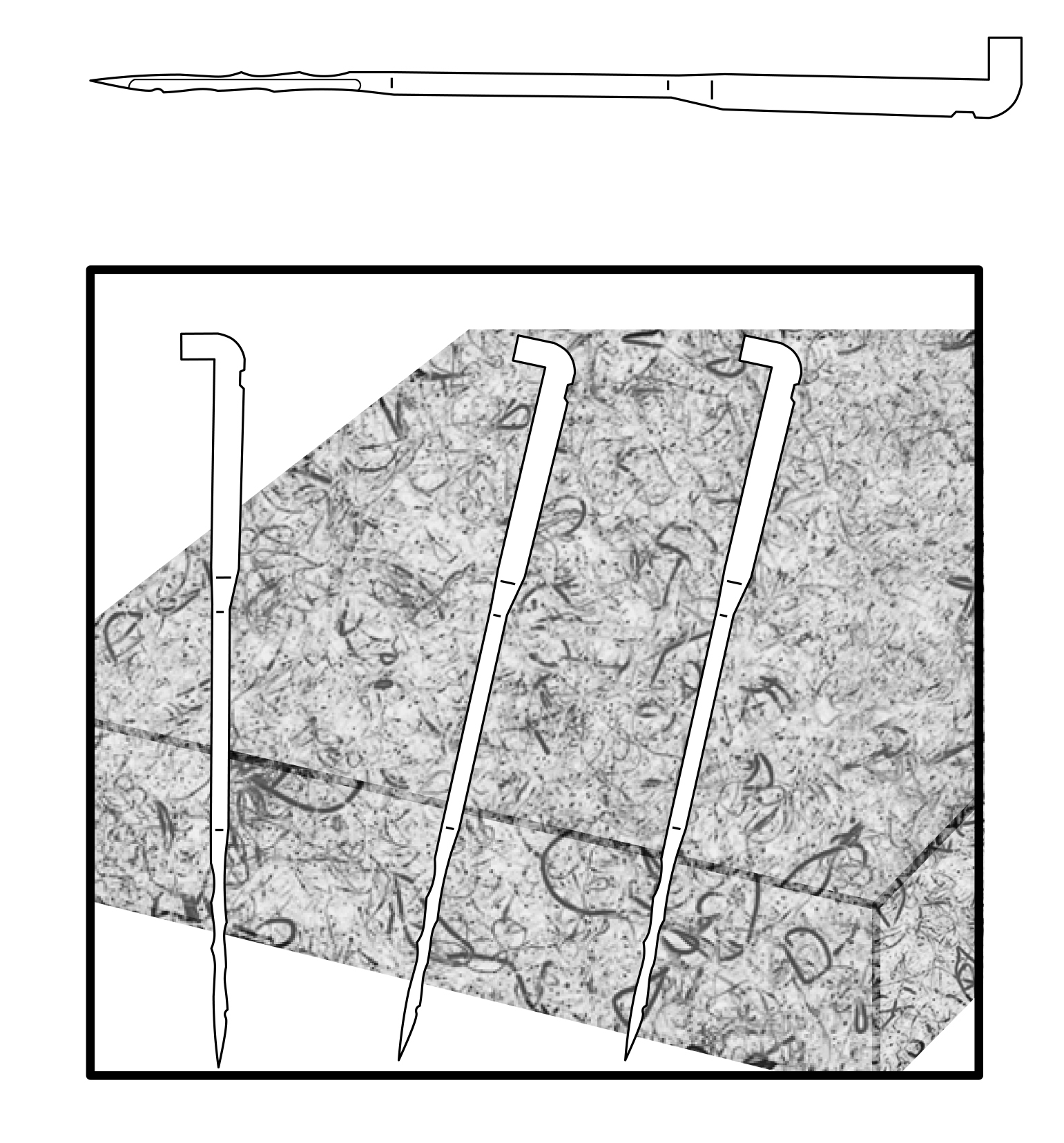
Nadeln für die Herstellung von Nadelvlies verfügen über Widerhaken, die für das Verhaken der Fasern untereinander sorgen

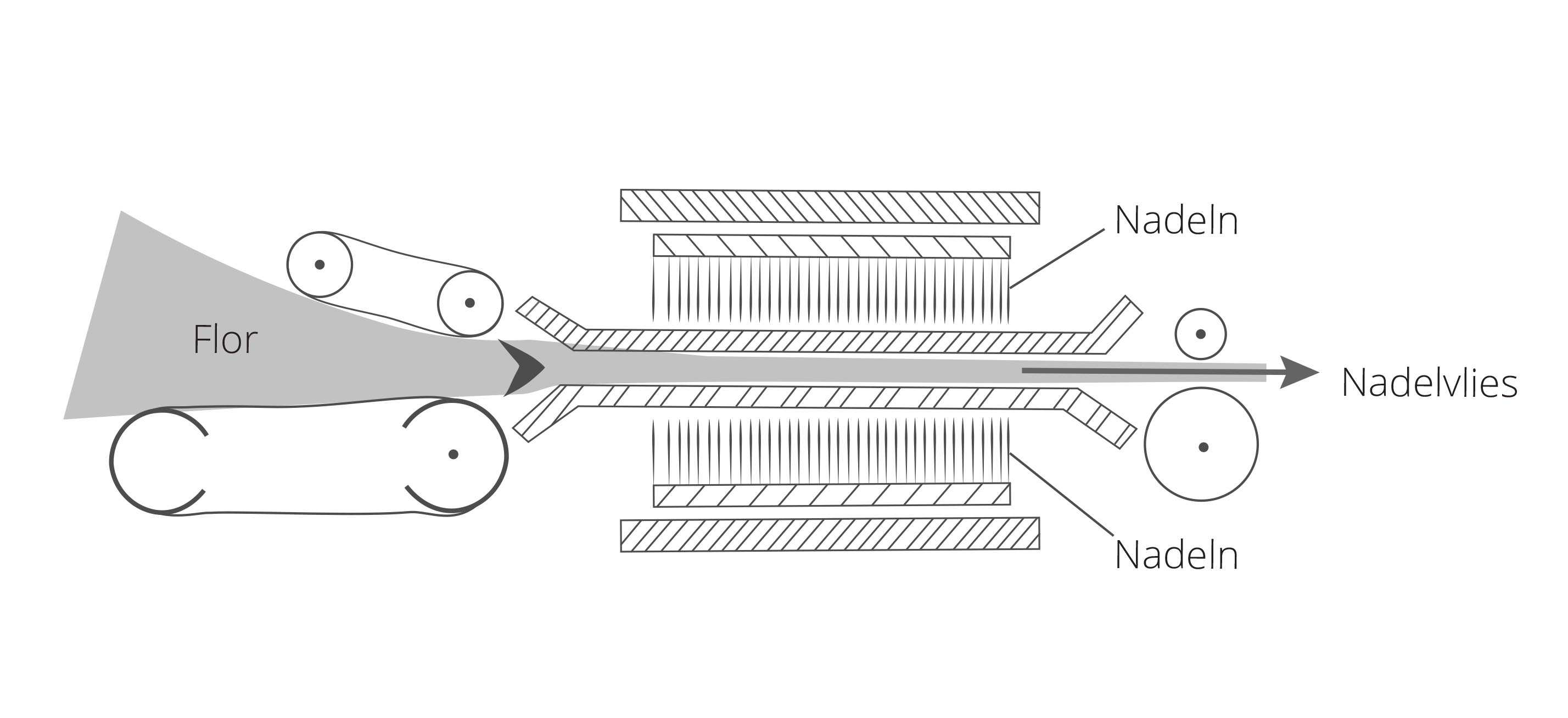
Schematische Darstellung des Nadelstuhls

Die homogene Fasermischung wird in der Krempel, einer Art Kämmmaschine, weiterverarbeitet. Diese richtet die ungeordneten Fasern in eine Richtung aus. Dadurch entsteht das sogenannte Krempelvlies mit einer überwiegend horizontalen Faserausrichtung. Ein alternativer Begriff für krempeln ist kardieren.
Im nächsten Arbeitsschritt schichtet der sogenannte Leger mehrere Schichten des Krempelvlieses übereinander.

### Mechanische Vliesverfestigung (Vernadeln)
Die Verfestigung des mehrschichtigen Vlieses („Flor“) erfolgt im Nadelstuhl. In diesem befinden sich die sogenannten Nadelbretter, die mit vielen Tausenden Nadeln bestückt sind. Diese sind jeweils 3 oder 3,5 Zoll lang und verfügen über mehrere Widerhaken. Die Stärke des Nadelschaftes orientiert sich an der Feinheit der verwendeten Fasern.
Die Nadeln stechen bis zu 1000 mal in der Minute in das Vlies hinein. Dabei bewirken die Widerhaken, dass sich die leicht gekräuselten Fasern verhaken.
Die Nutzschicht (Oberschicht) und der Unterboden (Trägerschicht) werden zunächst getrennt voneinander produziert. Dabei erfolgt die Vernadelung gleichzeitig von oben und unten, um eine maximale Stabilität der einzelnen Schichten zu erreichen. Wichtig für Liegeverhalten und Dimensionsstabilität des Nadelvlies-Bodenbelages ist, dass die Konstruktion bzw. die Zusammensetzung der beiden Schichten aufeinander abgestimmt sind.
In der abschließenden Endvernadelung werden Nutzschicht und Unterboden miteinander fixiert (vernadelt). Dabei erfolgt die Vernadelung ausschließlich von oben, damit keine Fasern aus dem Unterboden in die Nutzschicht gezogen werden und deren Aussehen ungewollt verändern.
Die entstandene Rohware aus mechanisch verfestigtem Vlies bezeichnet man als Nadelfilz.

### Imprägnierung (Verfestigung mit Latex)
Die Rohware wird in einer Voll- oder Tauchbadimprägnierung mit einem Syntheselatex getränkt und anschließend in einem ca. 100 m langen Trockenkanal getrocknet.
Mit dieser adhäsiven Verfestigung wird die dauerhafte Einbindung der Fasern sichergestellt. Erst dieser Arbeitsschritt macht die Nadelfilz-Rohware zum fertigen Nadelvlies-Bodenbelag, bei dem die Fasern sowohl mechanisch wie auch adhäsiv verfestigt sind.
Der fertige Nadelvlies-Bodenbelag wird auf eine Länge von ca. 25 bis 35 m konfektioniert, aufgerollt und verpackt.

## Nadelfilz
Häufig wird Nadelfilz als Synonym für Nadelvlies-Bodenbelag verwendet. Aus technischer Sicht ist das nicht richtig, denn tatsächlich handelt es sich bei Nadelfilz um eine Produktionsvorstufe von Nadelvlies-Bodenbelägen.
Nadelfilz-Bodenbeläge sind textile Bodenbeläge, die aus einem ausschließlich mechanisch durch Nadeln verfestigten Faservlies bestehen. Erst durch die adhäsive Verfestigung mit einem Bindemittel wird aus dem Nadelfilz- ein Nadelvlies-Belag. Dazu wird der Belag durch Voll- oder auch Teilimprägnierung mit einem Syntheselatex getränkt und anschließend in einem Trockenkanal getrocknet. Durch die adhäsive Verfestigung wird eine dauerhafte Einbindung der Fasern in den Bodenbelag sicherstellt. Entsprechend resultiert ein textiler Bodenbelag, der auch höchsten Beanspruchungen im Objektbereich standhält.
Produkte ohne diese adhäsive Verfestigung, also Nadelfilz-Bodenbeläge, erreichen nicht die erforderliche Strapazierfähigkeit. Sie werden deshalb von keinem Bodenbelagshersteller mehr angeboten. Alle auf dem Markt aktuell angebotenen genadelten Bodenbeläge sind entsprechend Nadelvlies-Bodenbeläge.

## Qualitätsmerkmale
Hochwertige Nadelvlies-Bodenbeläge werden aus spinndüsengefärbten, d. h. in der Spinnmasse durchgefärbten Fasern hergestellt. Damit sich die Fasern beim Vernadeln optimal ineinander verhaken können, müssen sie zudem eine definierte Kräuselung aufweisen.
Neben der Qualität der verwendeten Fasern ist die richtige Wahl der Nadeln und der Vernadelungsparameter entscheidend für die Qualität des Nadelvlies-Bodenbelages. Man spricht in diesem Zusammenhang auch von der Einstichdichte und der Einstichtiefe. Die Vernadelungsparameter werden von den Herstellern hochwertiger Nadelvlies-Bodenbeläge auf das jeweilige Produkt und dessen gewünschten Eigenschaften abgestimmt.
Traditionelle Nadelvlies-Bodenbeläge bestehen aus einer Mischung verschiedenfarbiger Grobfasern, die beim fertigen Produkt für die typische, melierte Optik sorgen. Mittlerweile gibt es am Markt aber auch zahlreiche Unitöne in Grob- und Feinfaseroptik. So entstehen besonders elegante Oberflächenstrukturen mit teilweise filzähnlicher Optik und weicher Haptik.

### Verwendete Fasern
Nadelvlies-Bodenbeläge bestehen in der Regel aus Polyamid- und/oder Polypropylenfasern. Polyamidfasern sind mechanisch belastbarer und damit langlebiger. Sie kommen deshalb vor allem in Belägen für stark frequentierte Bereiche zum Einsatz.
Eigenschaften Polyamid (PA)
- starke mechanische Belastbarkeit
- hohe Farbechtheit
- geringe Wärmeleitfähigkeit
- sehr hohe Abriebfestigkeit
- geringe Anschmutzbarkeit, einfache Reinigung
- geringe elektrostatische Aufladung
- hohe Beständigkeit gegenüber Mikroorganismen[1]

Eigenschaft Polypropylen (PP)
- niedrigste Dichte aller Fasern von 0,91 g/ccbm
- geringe Wärmeleitfähigkeit
- hohe Beständigkeit gegen Säuren und Laugen
- hohe Abriebfestigkeit
- geringe Anschmutzbarkeit, einfache Reinigung
- geringe elektrostatische Aufladung
- praktisch keine Feuchtigkeitsaufnahme
- hohe Beständigkeit gegenüber Mikroorganismen[1]